# キャリントン男爵
キャリントン男爵（英語: Baron Carrington）は、イギリスの男爵位。
2回創設されており、第1期のキャリントン男爵はイングランド貴族（アイルランド貴族爵位キャリントン子爵の従属爵位）、第2期の2つのキャリントン男爵はそれぞれグレートブリテン貴族とアイルランド貴族である。

## 歴史
1643年10月31日にチャールズ・スミス（1598-1665）にアイルランド貴族爵位「コノート県におけるバーフォードのキャリントン子爵（Viscount Carrington of Burford, in the Province of Connaught）」とともにイングランド貴族爵位「ウォリック州におけるウォートンのキャリントン男爵（Baron Carrington of Wotton, in the County of Warwick）」が与えられたのがキャリントン男爵位の最初の創設である。しかしこの爵位は3代キャリントン子爵・キャリントン男爵チャールズ（1635-1706）が跡継ぎなく1706年5月11日に死去したことで消滅した。
第2期は1796年7月16日に庶民院議員ロバート・スミス(1752–1838)がアイルランド貴族爵位「ブルコット・ロッジのキャリントン男爵（Baron Carrington of Bulcot Lodge）」、1797年10月20日にグレートブリテン貴族爵位「ノッティンガム州におけるアプトンのキャリントン男爵（Baron Carrington, of Upton in the County of Nottingham）」に叙されたのにはじまる。

その息子で第2代キャリントン男爵位を継承したロバート(1796–1868)は勅許を得て姓をスミスから爵位と同じキャリントンへ変更した。

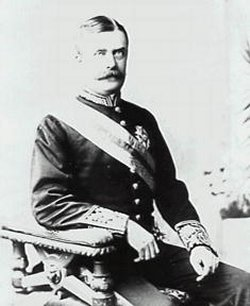
第3代キャリントン男爵（第2期）ロバート・ウィン＝キャリントン（初代リンカンシャー侯爵）

その息子で第3代キャリントン男爵位を継承したロバート・ウィン＝キャリントン(1843–1928)は自由党の政治家としてニューサウスウェールズ州総督や閣僚職を務め、1895年7月には連合王国貴族「カウンティ・オヴ・バッキンガムにおけるチェッピング・ウィカムのウェンドーヴァー子爵（Viscount Wendover, of Chepping Wycombe in the County of Buckingham）」と連合王国貴族「キャリントン伯爵（Earl Carrington）」に叙され。ついで1912年2月には連合王国貴族「リンカンシャー侯爵（Marquess of Lincolnshire）」に叙されたが、一人息子に先立たれたため、これらの爵位は跡継ぎなく消滅した。

2つのキャリントン男爵位のみ弟ルパート・キャリントン(1852–1929)に継承された。

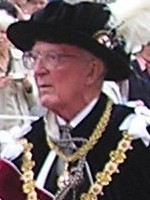
第6代キャリントン男爵(第2期)ピーター・キャリントン

その孫である第6代キャリントン男爵ピーター・キャリントン(1919-2018)は、保守党の政治家として閣僚職を務め、サッチャー内閣では外務英連邦大臣を務めた。世襲貴族で最後の外務大臣就任者であった。
現在の当主はその息子である7代キャリントン男爵ルパート・キャリントン(1948-)である。7代キャリントン男爵は、2022年より大侍従卿を勤めている。

## 現当主の保有爵位
現当主ルパート・キャリントンは以下の爵位を保有している。
- ブルコット・ロッジの第7代キャリントン男爵 (7th Baron Carrington, of Bulcot Lodge)
(1796年7月11日の勅許状によるアイルランド貴族爵位)
- ノッティンガム州におけるアプトンの第7代キャリントン男爵 (7th Baron Carrington, of Upton in the County of Nottingham)
(1797年10月20日の勅許状によるグレートブリテン貴族爵位)

## キャリントン男爵一覧

### キャリントン男爵 第1期（1643年）
- 初代キャリントン子爵・初代キャリントン男爵チャールズ・スミス （1598-1665）
- 2代キャリントン子爵・2代キャリントン男爵フランシス・スミス（英語版） （1621-1701）
- 3代キャリントン子爵・3代キャリントン男爵チャールズ・スミス （1635-1706）
  - キャリントン子爵・キャリントン男爵(第1期)位廃絶

### キャリントン男爵 第2期（1796年）
- 初代キャリントン男爵ロバート・スミス (1752–1838)
- 2代キャリントン男爵ロバート・ジョン・キャリントン（英語版） (1796–1868)
- 3代キャリントン男爵チャールズ・ロバート・ウィン＝キャリントン (1843–1928)
  - 1912年にリンカンシャー侯爵に叙される

### リンカンシャー侯爵（1912年）
- 初代リンカンシャー侯爵・3代キャリントン男爵チャールズ・ロバート・ウィン＝キャリントン (1843–1928)
  - リンカンシャー侯爵位廃絶

### キャリントン男爵 第2期（1796年）

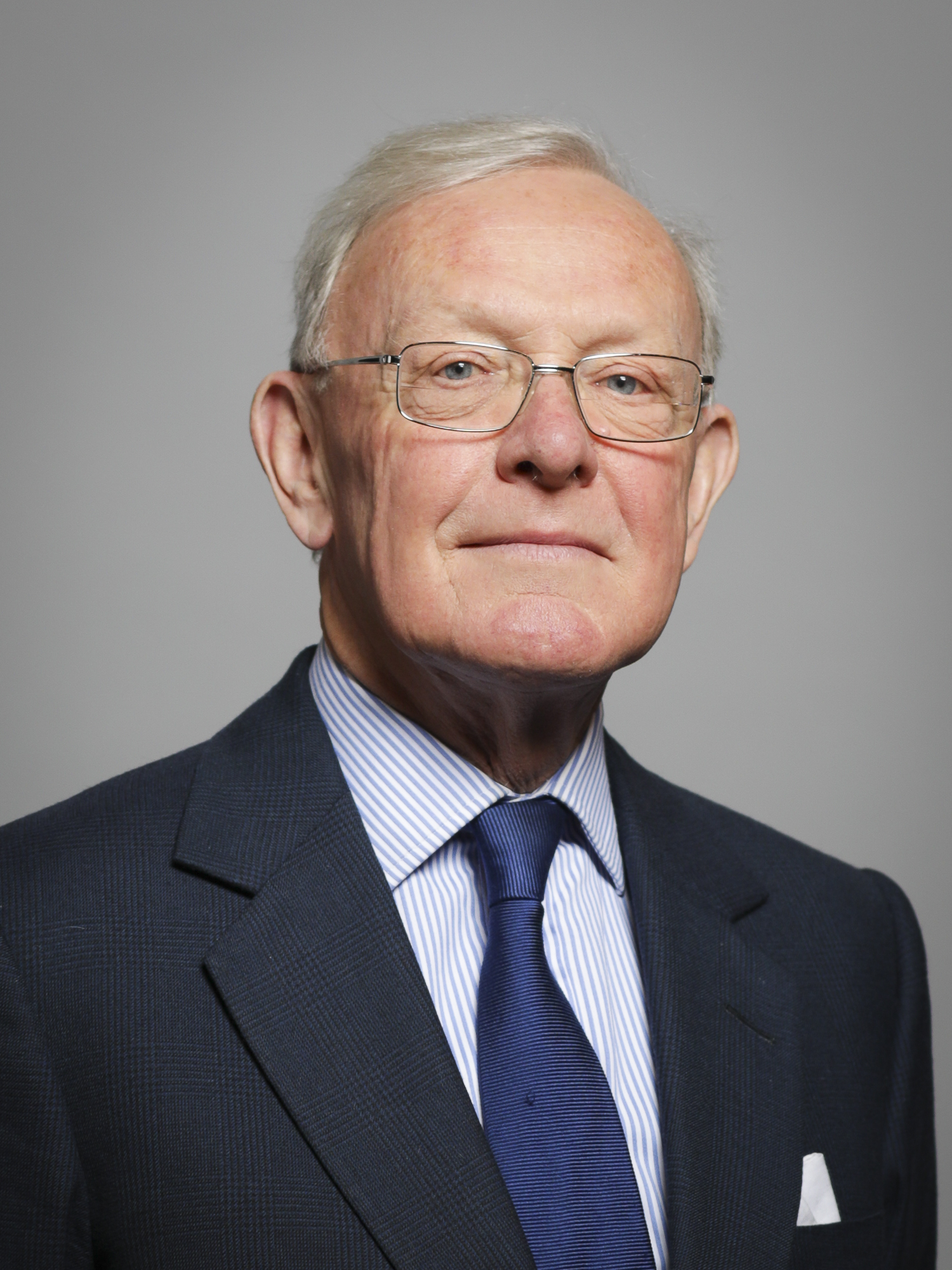
第7代キャリントン男爵(第2期)ルパート・キャリントン

- 4代キャリントン男爵ルパート・クレメント・ジョージ・キャリントン (1852–1929)
- 5代キャリントン男爵ルパート・ヴィクター・ジョン・キャリントン（英語版） (1891–1938)
- 6代キャリントン男爵ピーター・アレクザンダー・ルパート・キャリントン (1919-2018)
- 7代キャリントン男爵ルパート・フランシス・ジョン・キャリントン (1948-)
  - 法定推定相続人は現当主の長男ロバート・キャリントン (1990-)

## 家系図
| キャリントン男爵, 1796年                                                                                   | | | | | |                                             |  |                                                        |                                                        |                                                        |                                                        |                                                        |                                                        |  |  |
| 初代キャリントン男爵 ロバート・スミス (1752–1838)                                                          | | | | | |                                             |  |                                                        |                                                        |                                                        |                                                        |                                                        |                                                        |  |  |
| | | | | | |                                             |  |                                                        |                                                        |                                                        |                                                        |                                                        |                                                        |  |  |
| 2代キャリントン男爵 ロバート・キャリントン (1796–1868)                                                     | | | | | |                                             |  |                                                        |                                                        |                                                        |                                                        |                                                        |                                                        |  |  |
| | | | | | |                                             |  |                                                        |                                                        |                                                        |                                                        |                                                        |                                                        |  |  |
| | | | | | |                                             |  |                                                        |                                                        |                                                        |                                                        |                                                        |                                                        |  |  |
| リンカンシャー侯爵, 1912年 キャリントン伯爵, 1895年                                                        | | | | | |                                             |  |                                                        |                                                        |                                                        |                                                        |                                                        |                                                        |  |  |
| 初代リンカンシャー侯爵 初代キャリントン伯爵 3代キャリントン男爵 ロバート・ウィン＝キャリントン (1843–1928) | 初代リンカンシャー侯爵 初代キャリントン伯爵 3代キャリントン男爵 ロバート・ウィン＝キャリントン (1843–1928) | 初代リンカンシャー侯爵 初代キャリントン伯爵 3代キャリントン男爵 ロバート・ウィン＝キャリントン (1843–1928) | 初代リンカンシャー侯爵 初代キャリントン伯爵 3代キャリントン男爵 ロバート・ウィン＝キャリントン (1843–1928) | 初代リンカンシャー侯爵 初代キャリントン伯爵 3代キャリントン男爵 ロバート・ウィン＝キャリントン (1843–1928) | 初代リンカンシャー侯爵 初代キャリントン伯爵 3代キャリントン男爵 ロバート・ウィン＝キャリントン (1843–1928) |                                             |  | 4代キャリントン男爵 ルパート・キャリントン (1852–1929) | 4代キャリントン男爵 ルパート・キャリントン (1852–1929) | 4代キャリントン男爵 ルパート・キャリントン (1852–1929) | 4代キャリントン男爵 ルパート・キャリントン (1852–1929) | 4代キャリントン男爵 ルパート・キャリントン (1852–1929) | 4代キャリントン男爵 ルパート・キャリントン (1852–1929) |  |  |
| 初代リンカンシャー侯爵 初代キャリントン伯爵 3代キャリントン男爵 ロバート・ウィン＝キャリントン (1843–1928) | 初代リンカンシャー侯爵 初代キャリントン伯爵 3代キャリントン男爵 ロバート・ウィン＝キャリントン (1843–1928) | 初代リンカンシャー侯爵 初代キャリントン伯爵 3代キャリントン男爵 ロバート・ウィン＝キャリントン (1843–1928) | 初代リンカンシャー侯爵 初代キャリントン伯爵 3代キャリントン男爵 ロバート・ウィン＝キャリントン (1843–1928) | 初代リンカンシャー侯爵 初代キャリントン伯爵 3代キャリントン男爵 ロバート・ウィン＝キャリントン (1843–1928) | 初代リンカンシャー侯爵 初代キャリントン伯爵 3代キャリントン男爵 ロバート・ウィン＝キャリントン (1843–1928) | リンカンシャー侯爵廃絶 キャリントン伯爵廃絶 |  | 4代キャリントン男爵 ルパート・キャリントン (1852–1929) | 4代キャリントン男爵 ルパート・キャリントン (1852–1929) | 4代キャリントン男爵 ルパート・キャリントン (1852–1929) | 4代キャリントン男爵 ルパート・キャリントン (1852–1929) | 4代キャリントン男爵 ルパート・キャリントン (1852–1929) | 4代キャリントン男爵 ルパート・キャリントン (1852–1929) |  |  |
| | | | | | |                                             |  |                                                        |                                                        |                                                        |                                                        |                                                        |                                                        |  |  |
| | | | | | |                                             |  | 5代キャリントン男爵 ルパート・キャリントン (1891–1938) |                                                        |                                                        |                                                        |                                                        |                                                        |  |  |
| | | | | | |                                             |  |                                                        |                                                        |                                                        |                                                        |                                                        |                                                        |  |  |
| | | | | | |                                             |  | 6代キャリントン男爵 ピーター・キャリントン (1919–2018) |                                                        |                                                        |                                                        |                                                        |                                                        |  |  |
| | | | | | |                                             |  |                                                        |                                                        |                                                        |                                                        |                                                        |                                                        |  |  |
| | | | | | |                                             |  | 7代キャリントン男爵 ルパート・キャリントン (1948–)     |                                                        |                                                        |                                                        |                                                        |                                                        |  |  |
| | | | | | |                                             |  |                                                        |                                                        |                                                        |                                                        |                                                        |                                                        |  |  |
| | | | | | |                                             |  | ロバート・キャリントン (1990–) (法定推定相続人)        |                                                        |                                                        |                                                        |                                                        |                                                        |  |  |